# Franck Songo'o
Franck Steve Songo'o, född 14 maj 1987 i Yaoundé, är en kamerunsk fotbollsspelare som senast spelade i grekiska PAS Giannina. Han är son till Jacques Songo'o som vann La Liga med Deportivo La Coruña 2000, och hans bror Yann tillhör Championship-laget Blackburn Rovers.

## Klubbkarriär

### Tidiga år
Franck Songo'o värvades av FC Barcelona från Deportivo La Coruña 2002, där han tillbringade tre år i klubbens ungdomsverksamhet. Där spelade han med framtida stjärnor som Lionel Messi, Cesc Fabregas och Gerard Piqué. Han gjorde dock bara en match i Barcelonas C-lag innan han flyttade till engelska Portsmouth.

### England
I Portsmouth gjorde han under sin första säsong två matcher i ligan. Efter en mängd utlåningar till mindre klubbar så gjorde han sin sista match för klubben som inhoppare i en match mot Sunderland, då flera av hans lagkamrater spelade i Afrikanska mästerskapet. Sedan följe ännu en utlåning till Sheffield Wednesday där han gjorde sitt första seniormål när han kvitterade till 1-1 i en match mot Stoke City.

### Spanien
Under sommaren 2008 lämnade Songo'o Portsmouth för Real Zaragoza i Segunda División. Där spelade han 31 matcher och var med om att ta upp klubben till La Liga. Där fick han dock begränsat med speltid och lånades därför ut till Real Sociedad. I september 2010 valde Zaragoza att riva hans kontrakt, och Songo'o valde då att skriva på för Albacete. Där gjorde han sex matcher och när Albacete blev degraderade lämnade Songo'o klubben.

### Portland Timbers
Efter att ha provspelat hos Portland Timbers under januari och februari 2012, där han imponerade med fyra assister på lika många matcher, så skrev han på ett kontrakt 16 februari 2012. I Portland gjorde han 27 matcher och ett mål innan han släpptes på free transfer i februari 2013.

### Grekland
Efter en kortare sejour i Glyfada skrev Songo'o på för PAS Giannina 1 januari 2014.

## Internationell karriär
Efter att ha spelat för Frankrikes U19-landslag så valde Songo'o att representera Kamerun. Sin landslagsdebut gjorde han 6 september 2008 i en VM-kvalmatch mot Kap Verde.